# Trunkelsberg
Trunkelsberg – miejscowość i gmina w Niemczech, w kraju związkowym Bawaria, w rejencji Szwabia, w regionie Donau-Iller, w powiecie Unterallgäu, wchodzi w skład wspólnoty administracyjnej Memmingerberg. Leży w Allgäu, około 21 km na południowy zachód od Mindelheimu, przy autostradzie A96, drodze B18 i linii kolejowej Memmingen – Monachium.

## Demografia
| Rok  | Liczba mieszk. |
| ---- | -------------- |
| 1970 | 911            |
| 1987 | 1400           |
| 2000 | 1729           |

## Polityka
Wójtem gminy jest Roman Albrecht, rada gminy składa się z 12 osób.
|      | Zieloni | Wählervereinigung Einigkeit | Freie Wähler | Razem |
| 2008 | 2       | 7                           | 3            | 12    |
| 2002 | 2       | 10                          | –            | 12    |

## Oświata
W gminie znajduje się przedszkole (75 miejsc i 59 dzieci).